# Eun Seong-soo
Đây là một tên người Triều Tiên, họ là Eun.
Eun Seong-soo(tiếng Hàn: 은성수; Hanja: 殷成洙; sinh ngày 22 tháng 6 năm 1993) là một tiền vệ bóng đá Hàn Quốc thi đấu cho Suwon Samsung Bluewings ở K League.

## Sự nghiệp câu lạc bộ
Eun gia nhập Suwon Samsung Bluewings năm 2016 và ra mắt chuyên nghiệp trước Gamba Osaka ở Giải vô địch bóng đá các câu lạc bộ châu Á ngày 24 tháng 2 năm 2016.

## Thống kê sự nghiệp câu lạc bộ
| Thành tích câu lạc bộ | Thành tích câu lạc bộ   | Thành tích câu lạc bộ | Giải vô địch | Giải vô địch | Cúp     | Cúp       | Châu lục | Châu lục  | Tổng cộng | Tổng cộng |
| Mùa giải              | Câu lạc bộ              | Giải vô địch          | Số trận      | Bàn thắng    | Số trận | Bàn thắng | Số trận  | Bàn thắng | Số trận   | Bàn thắng |
| Hàn Quốc              | Hàn Quốc                | Hàn Quốc              | Giải vô địch | Giải vô địch | Cúp KFA | Cúp KFA   | Châu Á   | Châu Á    | Tổng cộng | Tổng cộng |
| --------------------- | ----------------------- | --------------------- | ------------ | ------------ | ------- | --------- | -------- | --------- | --------- | --------- |
| 2016                  | Suwon Samsung Bluewings | KL Classic            | 0            | 0            | 0       | 0         | 1        | 0         | 1         | 0         |
| Tổng                  | Hàn Quốc                | Hàn Quốc              | 0            | 0            | 0       | 0         | 1        | 0         | 1         | 0         |
| Tổng cộng sự nghiệp   | Tổng cộng sự nghiệp     | Tổng cộng sự nghiệp   | 0            | 0            | 0       | 0         | 1        | 0         | 1         | 0         |